# Castillo de Villagalans
El Castillo de Vilagelans es un edificio de la población de Gurb (Osona) en la provincia de Barcelona declarado Bien Cultural de Interés Nacional .

## Descripción
En este lugar de Gurb, estuvo el castillo de Vilagelans. Sobre él se levantó una casa de planta cuadrada con torrelles en el siglo XVI, con la capilla de Santa Fe junto a él, de planta románica aunque muy transformada. En el año 1920 se construyó un cuerpo anexo con torre central.

## Historia
La fortaleza está documentada en el 1012.
La familia Vilagelans está registrada desde el año 999. Fueron señores del término de Sant Llorenç de Munt. En el 1012 el arxilevita Seniofred lega ipsa mea torre quod est in villa Igilanus al obispo de Vic. En 1059 fue cedida a Ponç de Cabrera. Los señores útiles del castillo fueron los Vilagelans, que eran castellanos del castillo de Gurb.